# كرة المال (فلم)
كرة المال (بالإنجليزية: Moneyball) فيلم دراما وسيرة ذاتية أمريكي صدر عام 2011، من إخراج بينيت ميلر، وكتابة كل من ستيفن زيليان وآرون سوركين. وبطولة براد بيت وفيليب سيمور هوفمان وجوناه هيل.
يستند الفيلم إلى كتاب مايكل لويس لسنة 2003 الذي يحمل الاسم نفسه، ويحكي فيه عن فريق أوكلاند أثلاتكس للبيسبول لموسم 2002، ومحاولات مديرهم العام بيلي بين تجميع فريق تنافسي.
اشترت كولومبيا بيكتشرز حقوق كتاب لويس في عام 2004، وظفت ستان تشيرفين لكتابة السيناريو. تم تعيين ديفيد فرانكل في البداية للإخراج مع زيليان الذي يكتب السيناريو، ولكن سرعان ما تم استبداله بستيفن سودربرغ، الذي خطط لتصوير الفيلم بأسلوب شبه وثائقي يضم مقابلات من رياضيين حقيقيين، ووجود لاعبين ومدربين حقيقيين في الفريق يصورون أنفسهم. ومع ذلك، قبل بدء التصوير في يوليو 2009، وضِع الفيلم في حالة تحول بسبب الاختلافات الإبداعية بين سودربرغ وسوني خلال إعادة كتابة السيناريو في اللحظة الأخيرة. غادر سودربرغ، وتم التعاقد مع ميلر للتوجيه، حيث أصبح براد بيت منتجًا، وعُين سوركين لتقديم إعادة كتابة. بدأ التصوير في يوليو 2010، في العديد من الملاعب مثل ملعب دودجر وملعب أوكلاند كولوسيوم.
تم عرض الفيلم لأول مرة في مهرجان تورونتو السينمائي الدولي لعام 2011، وأًُصدر في 23 سبتمبر 2011. حقّق نجاحا في شباك التذاكر، وحصل على إشادة نقدية، لا سيما في التمثيل والسيناريو. رُشح الفيلم لستة جوائز أوسكار، بما في ذلك أفضل فيلم وأفضل سيناريو مقتبس وأفضل ممثل لبراد بيت، وأفضل ممثل مساعد لجونا هيل.

## القصة
تدور قصة الفيلم حول بيلي بين مدير فريق أوكلاند أثلاتكس حيث يحاول أن يقود فريقه نحو تحقيق بطولة العالم على الرغم من عدم امتلاكه الميزانية التي تؤهله لذلك، يلجأ بعدها (بين) إلى طريقة جديدة في انتداب اللاعبين لتحقيق هدفه.

## طاقم التمثيل
- براد بيت في دور بيلي بين
- جونا هيل في دور بيتر براند
- فيليب سيمور هوفمان في دور أرت هاو
- روبين رايت في دور شارون
- كريس برات في دور سكوت هاتبيرج
- ستيفن بيشوب في دور ديفيد جستس
- ريد دايموند في دور مارك شابيرو
- برينت جينينغز في دور رون واشنطن
- كين ميدلوك بدور جرادي فوسون
- تامي بلانشارد بدور إليزابيث هاتبيرج
- جاك مكجي في دور جون بولوني
- فيتو ريجاناس في دور كريس بيتارو
- نيك سيرسي في دور مات كيوف
- جلين مورشور في دور رون هوبكنز
- كيسي بوند بدور تشاد برادفورد
- نيك بورازو في دور جيريمي جيامبي
- كيريس دورسي في دور كيسي بين
- أرليس هوارد في دور جون دبليو هينري
- تاكايو فيشر في دور سوزان
- ديرين ايبرت في دور مايك ماجنانت
- ميغيل ميندوزا في دور ريكاردو رينكون
- أدريان بيلاني في دور كارلوس بينيا
- آرت أورتيز في دور إريك تشافيز
- رويس كلايتون في دور ميغيل تيخادا
- مارفن هورن في دور تيرينس لونغ
- برنت دوهلينج في دور مارك إليس

المخرج السينمائي سبايك جونز له دور صغير غير معتمد مثل آلان، زوجة شارون. ظهر روبرت كوتيكالرئيس التنفيذي لشركة أكتيفجن بليزارد كمالك مشارك لألعاب القوى ستيفن شوت.

## التصوير
تم تحديد موعد التصوير في يوليو 2010 بميزانية مخفضة قدرها 47 مليون دولار بعد أن وافق براد بيت على خفض الأجور. تم التصوير في بلير فيلد لمدة ثمانية أيام. تم استخدام ملعب دودجر للوقوف في عدة ملاعب مختلفة بسبب الميزانية المحدودة. تم استخدام ما يقرب من 700 عنصر إضافي للجماهير في الملاعب لمشاهد البيسبول المختلفة. تم تصوير المشاهد في أوكلاند كوليسيوم بداية من 26 يوليو.

## الإصدار

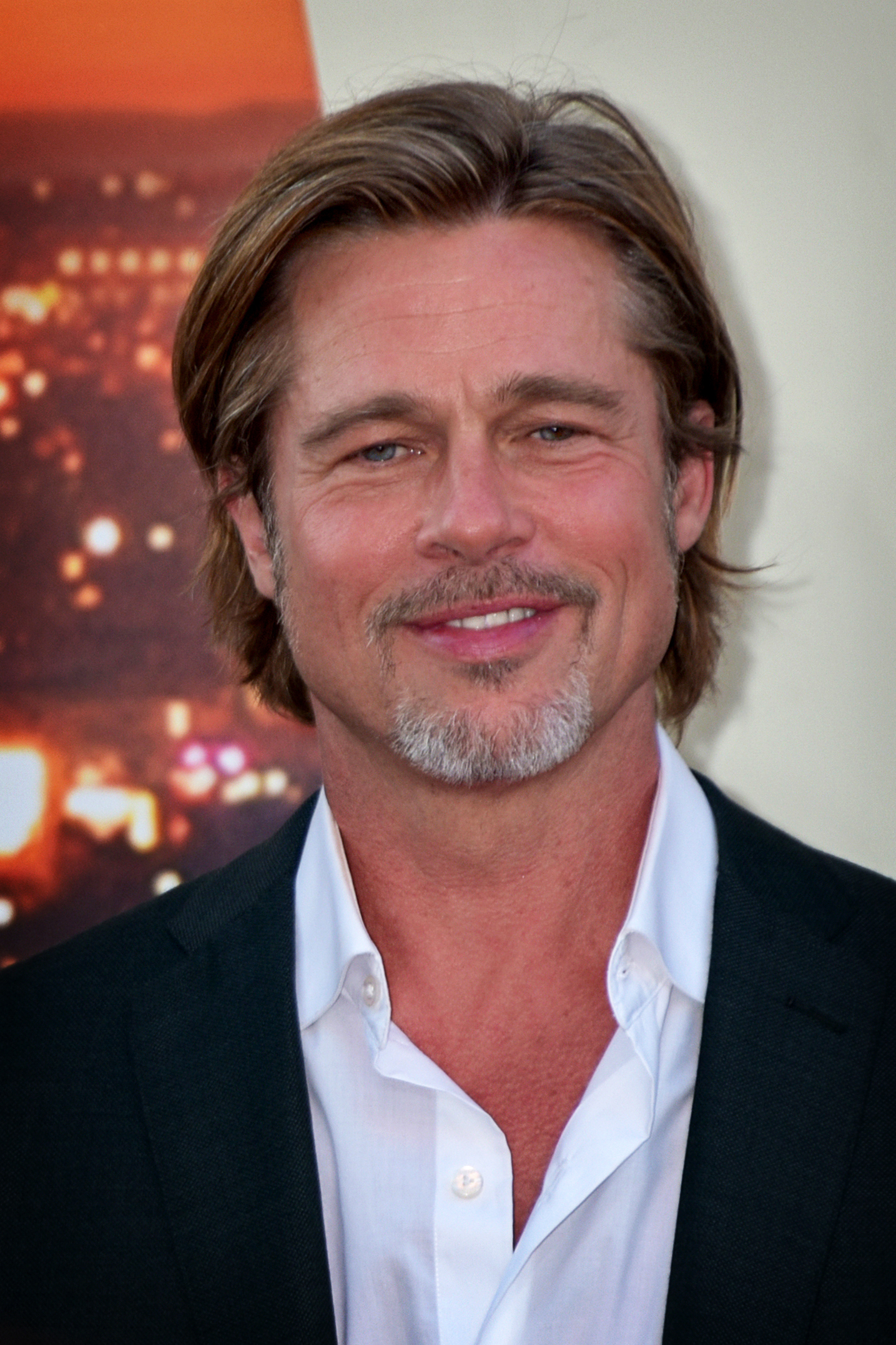
براد بيت

تم عرض الفيلم لأول مرة في مهرجان تورونتو السينمائي الدولي في 9 سبتمبر 2011، وتم إصداره في دور السينما في 23 سبتمبر 2011 بواسطة كولومبيا بيكتشرز. تم إصدار الفيلم أيضًا على دي في دي وبلو راي في 10 يناير 2012 بواسطة سوني بيكتشرز هوم إنترتينمنت.

### شباك التذاكر
حقق الفيلم إجمالي 75.6 مليون دولار في الولايات المتحدة وكندا، و 34.6 مليون دولار في أقاليم أخرى ليصبح المجموع العالمي 110.2 مليون دولار، مقابل ميزانية إنتاج قدرها 50 مليون دولار.
حقق الفيلم 19.5 مليون دولار من 2993 دور عرض في عطلة نهاية الأسبوع الافتتاحية، واحتل المركز الثاني في شباك التذاكر بعد إعادة الإصدار ثلاثي الأبعاد من الأسد الملك. في عطلة نهاية الأسبوع الثانية، حقق 12 مليون دولار (انخفاض بنسبة 38.3٪ فقط)، واحتل المركز الثاني مرة أخرى.

## استجابة نقدية
قوبل الفيلم برد إيجابي من النقاد حيث حصل الفيلم على نسبة 94% من 253 مراجعة في موقع روتن توميتوز بمتوسط تقييم 8 على 10، أما في ميتاكريتيك فالفيلم حصل على درجة 87 من 100 بناء على مراجعة 42 ناقد سينمائي.

## الجوائز
رشح الفيلم لست جوائز أوسكار هي أفضل فيلم، أفضل ممثل بدور رئيسي لبراد بيت، أفضل ممثل بدور مساعد للممثل جوناه هيل، أفضل إنجاز في التعديل، أفضل إنجاز في خلط الصوت وأفضل نص سينمائي متكيف ولكن لم يفز الفيلم بأي جائزة منها.
وقد رشح الفيلم لأربع جوائز غولدن غلوب وثلاث جوائز بافتا.
بالمجموع فإن الفيلم فاز بتسع وعشرين جائزة ورشح للإحدى وثمانين غيرها.

## روابط خارجية
- مقالات تستعمل روابط فنية بلا صلة مع ويكي بيانات